# Hexatoma vulpes
Hexatoma vulpes är en tvåvingeart som beskrevs av Alexander 1961. Hexatoma vulpes ingår i släktet Hexatoma och familjen småharkrankar. Inga underarter finns listade i Catalogue of Life.